# 舊金山輕軌K線
舊金山輕軌K線，亦稱K英格賽路線（英語：K Ingleside），是美國加州舊金山市區的舊金山輕軌路線，主要服務區段為舊金山西隧道口（West Portal）與英格賽等近鄰社區。原本的K英格賽路面電車路線於1918年開始營運；在1979–1980年間，部分路段改建為現代輕軌系統。許多路面電車在二次大戰之後改成公車路線，但K線因使用雙峰隧道的緣故而保留下來。
雙峰隧道內的尤利卡站原先為K線的一個停站，但在1972年關閉。10年後，由配合新建立的輕軌系統而設的卡斯楚街站取代。本线于2007年6月30日后与T线套跑。

## 外部連結
- Muni Metro and San Francisco rail map (268KB PDF)
- K Ingleside route information from the SF Muni Map Project